# Station Osterwald
Station Osterwald (Haltepunkt Osterwald) is een spoorwegstation in het Duitse dorp Benstorf, gemeente Salzhemmendorf, in de deelstaat Nedersaksen. De plaats Osterwald, waarna het station is vernoemd, ligt ongeveer 1 kilometer van het station vandaan in noordelijke richting. Het station ligt aan de spoorlijn Elze - Löhne.

## Indeling
Het station heeft één zijperron, welke niet is overkapt maar voorzien van een abri. Het station is te bereiken vanaf de straat Bahnhofstraße. Hier bevinden zich ook een parkeerterrein, fietsenstalling en de bushalte van het station. Tevens staat hier het stationsgebouw van Osterwald, maar dit wordt niet meer als dusdanig gebruikt.

## Verbindingen
De volgende treinserie doet het station Osterwald aan:
| Serie | Treinsoort                  | Route                                                                              | Bijzonderheden                                          |
| ----- | --------------------------- | ---------------------------------------------------------------------------------- | ------------------------------------------------------- |
| RB 77 | Regionalbahn (NordWestBahn) | Bünde (Westf) – Löhne (Westf) – Hamelen – Osterwald – Nordstemmen – Hildesheim Hbf | Weser-Bahn 1x per twee uur in het weekend Bünde - Löhne |